# Scrigno di Veroli

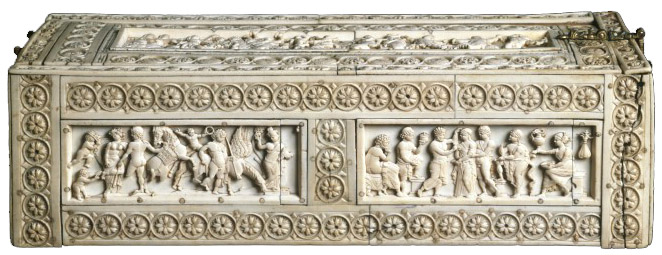
Vista frontale dello scrigno di Veroli

Lo scrigno di Veroli è un contenitore costruito in avorio e metallo, realizzato a Costantinopoli (oggi Istanbul) nel tardo X secolo o agli inizi dell'XI, ora esposto al Victoria and Albert Museum di Londra. Si pensa che sia stato fatto per una persona vicina alla corte imperiale di Costantinopoli, la capitale dell'Impero Bizantino, e potrebbe essere stato utilizzato per contenere profumo, bottiglie o gioielli. È stato poi conservato nel tesoro della cattedrale di Veroli, a sud-est di Roma, fino al 1861.
Il cofanetto è composto da pannelli intagliati in avorio che mostrano scene della mitologia greca e romana. Sul coperchio è una rappresentazione della Ratto di Europa. Sul fronte sono scene dalle storie di Bellerofonte e Ifigenia. Sul retro è parte di una processione dionisiaca, con due figure identificate come Marte, dio della guerra (Ares greco), e Venere, dea dell'amore (la greca Afrodite). Le estremità recano scene di Bacco, dio del vino (il Dioniso greco), in una carro istoriato con pantere e una ninfa in sella a una cavalluccio marino.
Dato che l'Impero era stato cristianizzato da secoli, questi motivi pagani rappresentano presumibilmente un gusto per rivivere lo stile classico e l'immaginario.
Il cofanetto di Veroli è uno dei circa 43 cofanetti, oltre a decine di pannelli separati, che mostrano una moda per "motivi pseudo-antichi derivati da piatti d'argento o manoscritti, messi insieme con poca comprensione del significato originario" durante l'eclisse medievale del nudo, come osservò Sir Kenneth Clark.

## Galleria d'immagini

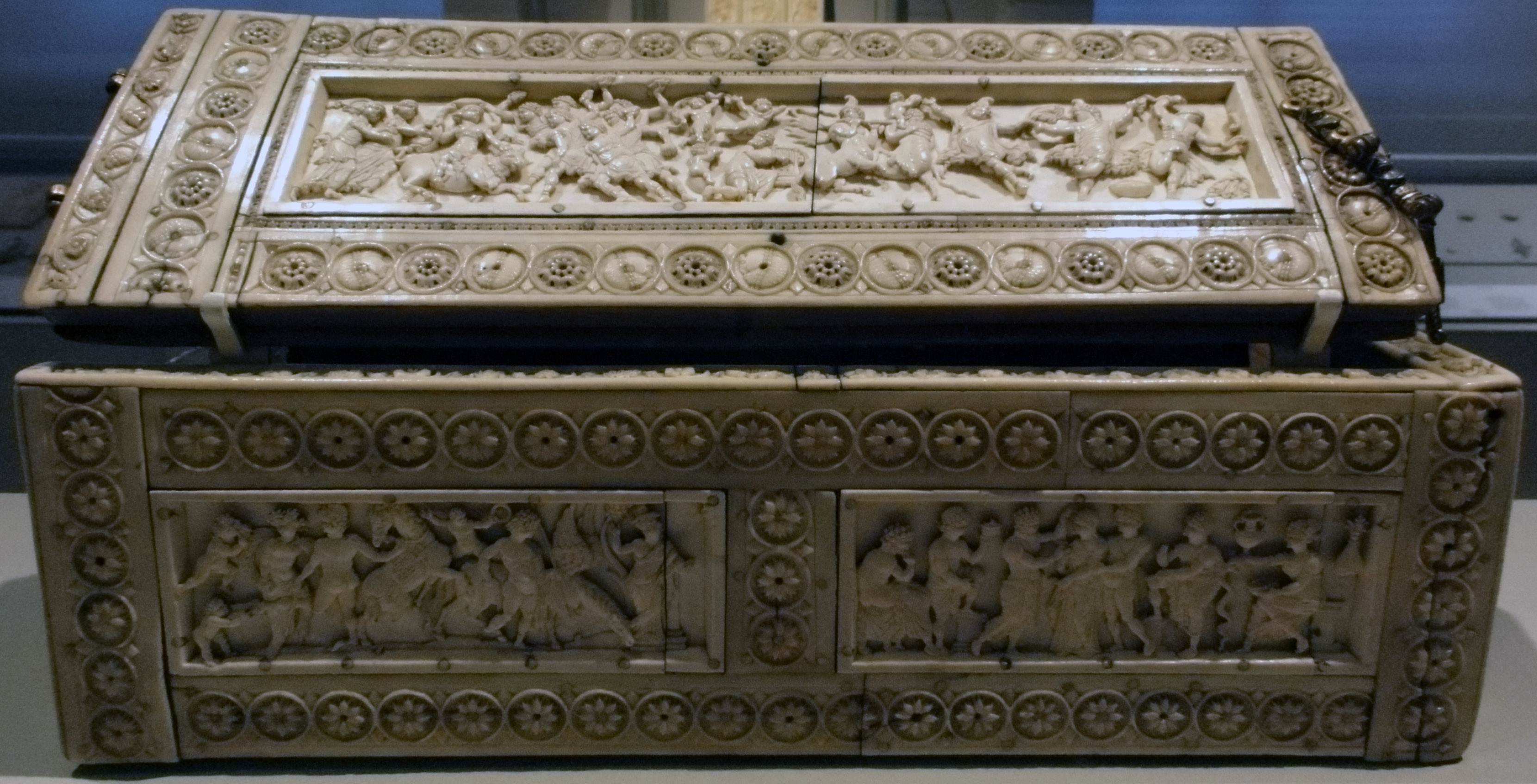
Vista frontale alternativa del coperchio intarsiato
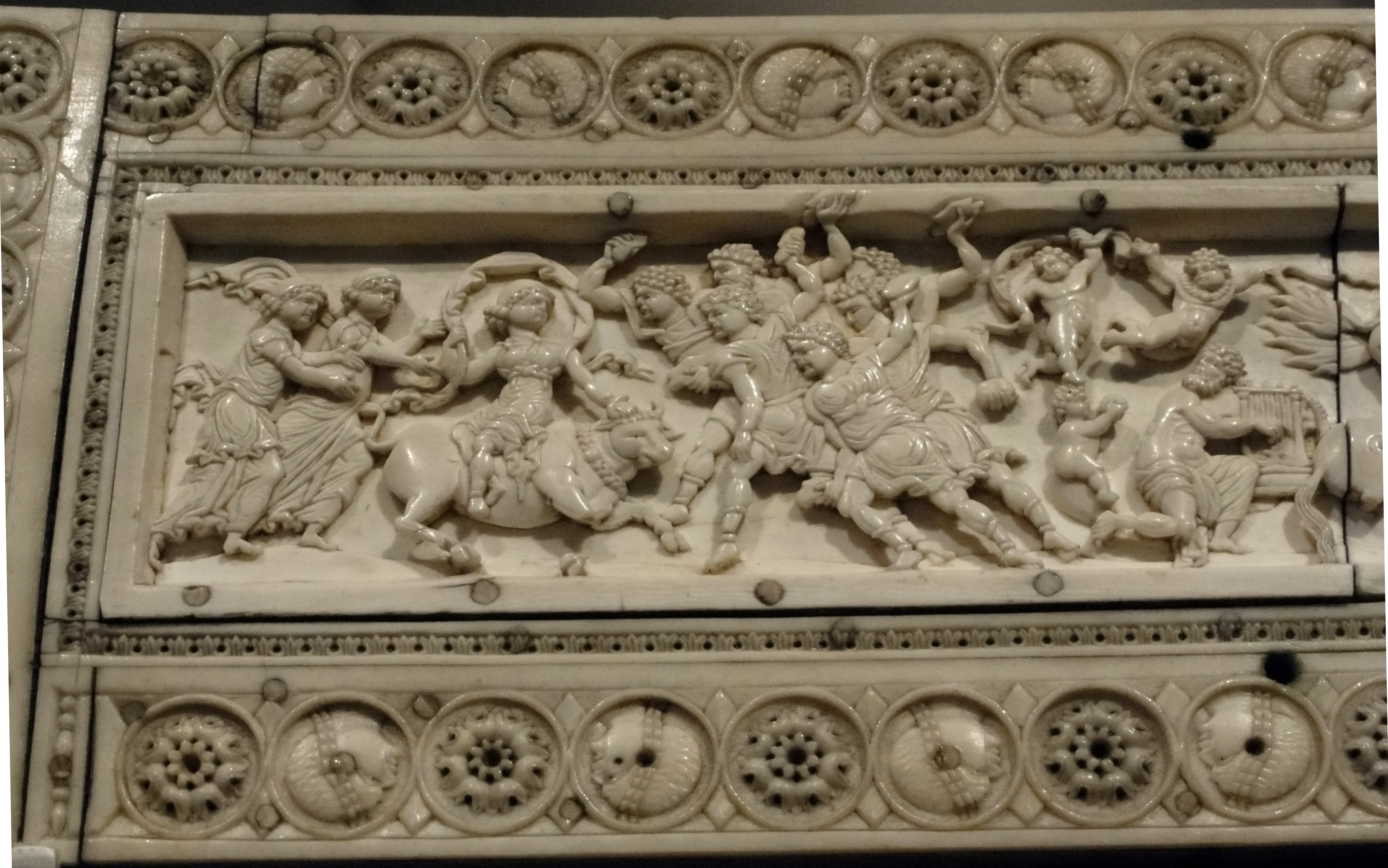
Dettaglio del coperchio che mostra il ratto di Europa con Giove sotto forma di toro (a sinistra) e Ercole che suona la lira (a destra).
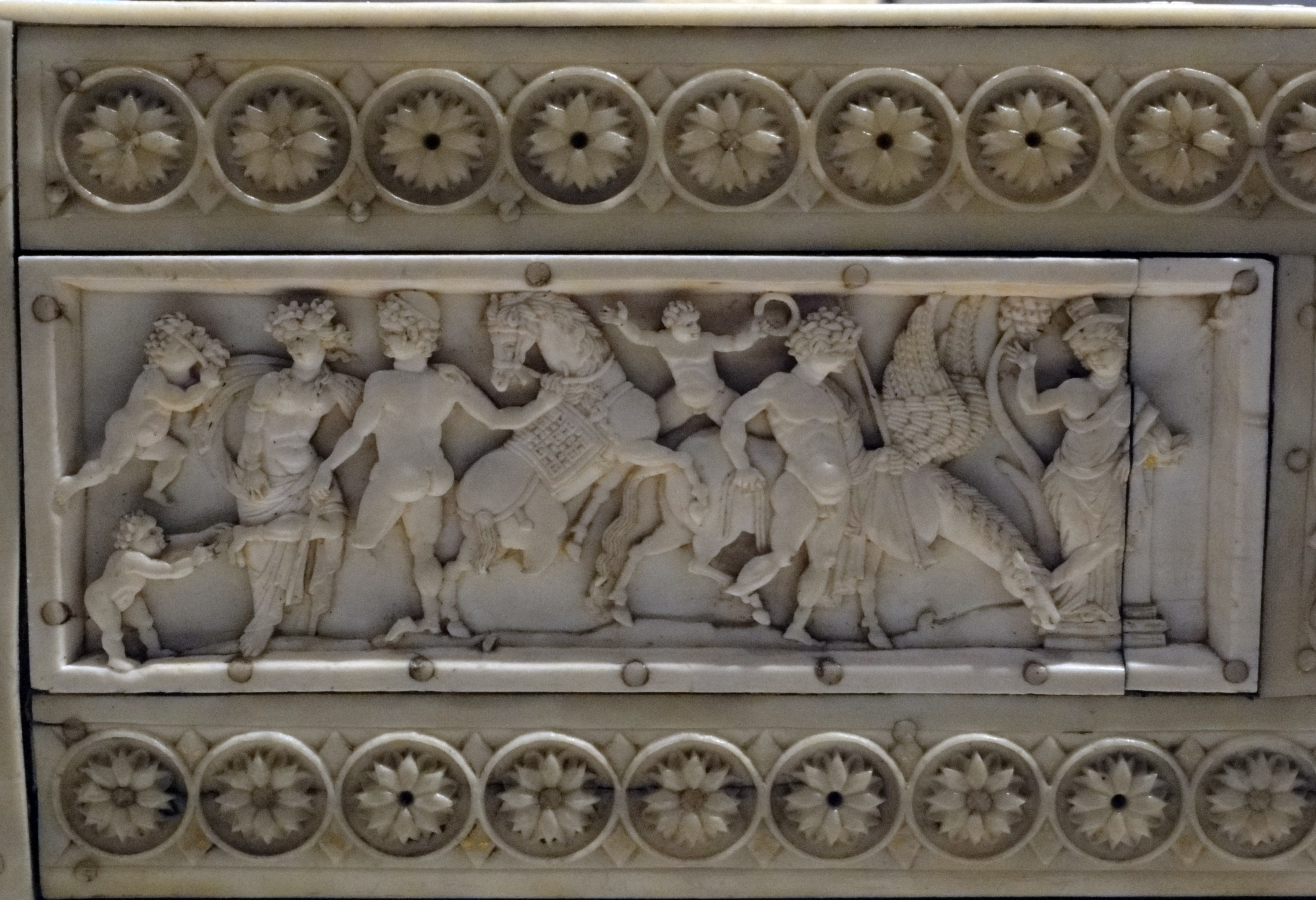
Dettaglio del pannello con Bellerofonte e Pegaso.
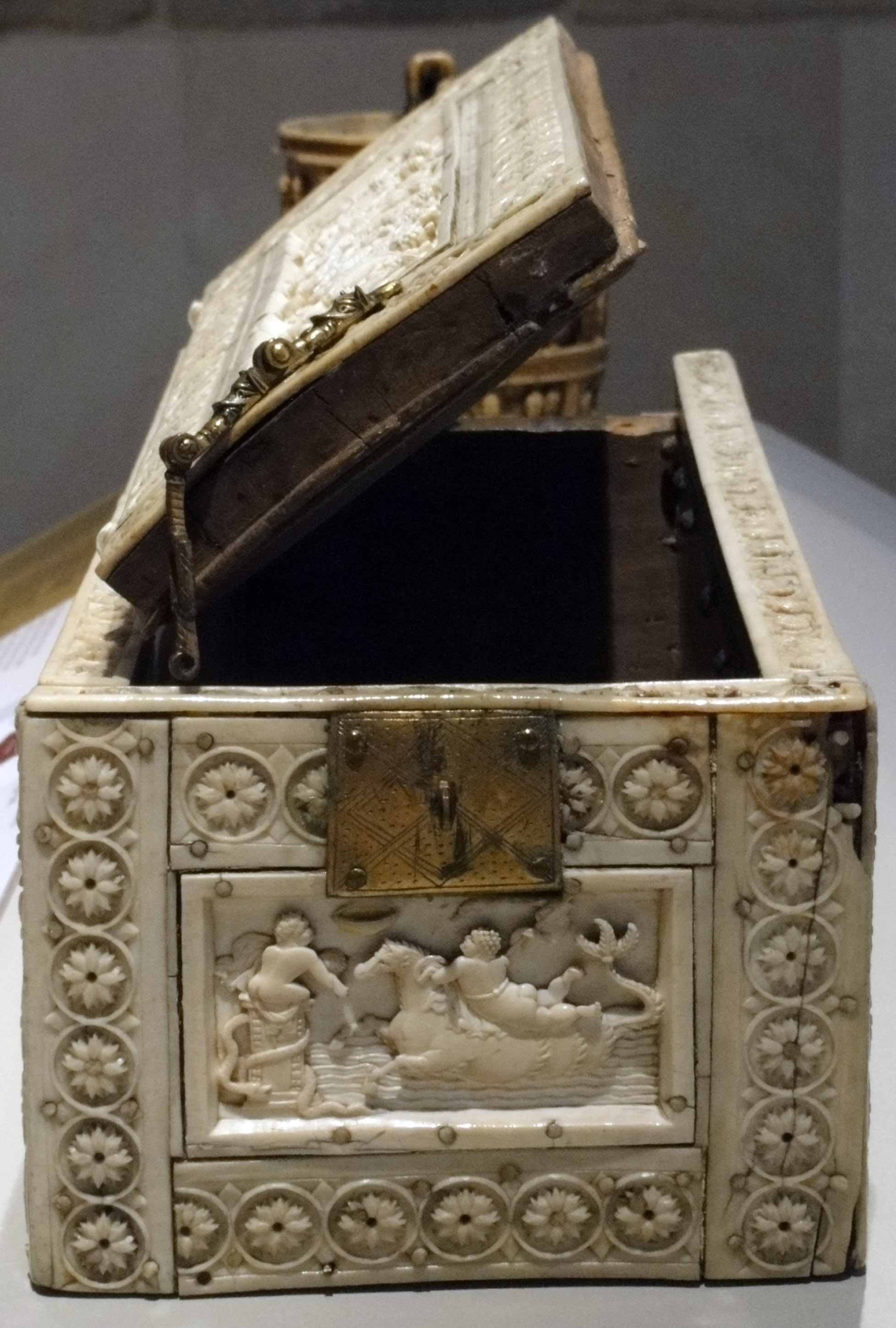
Vista delle ninfe con cavalluccio marino.